# John Daly (atleta)
John Joseph Daly (Ballgluin, Galway, Irlanda, 22 de febrer de 1880 – Nova York, 11 de març de 1969) va ser un atleta irlandès que va competir a primers del segle xx. En el seu palmarès destaca la medalla de plata en la prova dels 2590 metres obstacles dels Jocs de Saint Louis de 1904. Representant Irlanda, va disputar el Cros de les Nacions entre 1903 i 1906 i el 1911 i guanyà tres medalles de plata per equips, mentre individualment fou tercer el 1903 i quart el 1904 i 1906.
Daly va disputar la prova dels 2590 metres obstacles dels Jocs de 1904 a Saint Louis. En ella fou segon, un segon rere Jim Lightbody i s'adjudicà la medalla de plata. Tot i que oficialment va córrer en representació del Regne Unit, Daly es veia com a representant d'Irlanda. En finalitzar els Jocs va quedar-se a Amèrica del Nord durant dos anys i aquell mateix any guanyà el campionat canadenc d'una i dues milles.
Dos anys més tard, el 1906, va prendre part en els Jocs Intercalats d'Atenes. Junt a Con Leahy i Peter O'Connor foren convocats en representació d'Irlanda i van rebre una jaqueta verda i la bandera irlandesa. Amb tot, les normes havien canviat i sols podien prendre-hi part els atletes seleccionats pels comitès olímpics nacionals. Irlanda no en tenia i el Comitè Olímpic Britànic els reclamà per a ells. En el que va ser la primera protesta política de la història dels Jocs Moderns, O'Connor, que havia quedat segon en el salt de longitud, va treure la bandera britànica de l'asta i la va substituir per una bandera verda, mentre Daly feia guàrdia a la base de l'asta mentre els aficionats irlandesos i americans mantenen els guàrdies de seguretat a banda.
En aquests Jocs Daly finalitzà en tercera posició la prova de les 5 milles, però fou desqualificat per obstruir a Edward Dahl. Abandonà la marató després de córrer 18 milles per culpa de butllofes i una lesió al turmell que l'obligà a estar tres dies hospitalitzat.
Posteriorment Daly va córrer majoritàriament als Estats Units, on més tard acabà convertint-se en un reconegut home de negocis a Nova York. El 1908 va ser escollit per representat l'equip olímpic britànic als jocs de Londres, però refusà prendre-hi part.